# Flamets-Frétils
Flamets-Frétils è un comune francese di 175 abitanti situato nel dipartimento della Senna Marittima nella regione della Normandia.

## Società

### Evoluzione demografica
Abitanti censiti